# タマラ・テイラー
タマラ・テイラー（Tamara Taylor, 1970年9月27日 - ）は、カナダ出身のテレビ女優である。
FOX で放送された『BONES』で、科学分析班のチーフであるカミール・サローヤン博士を演じている。また、CBSで放送されたメディカルドラマ『3 lbs』にデラ役として、UPN のテレビシリーズ『Sex, Love & Secrets』にニーナ役として出演している。
『NCIS 〜ネイビー犯罪捜査班』、『NUMBERS 天才数学者の事件ファイル』、『LOST』、『CSI:マイアミ』、『WITHOUT A TRACE/FBI 失踪者を追え!』、『サンフランシスコの空の下』、『ドーソンズ・クリーク』にもゲスト出演している。

## 主な作品
- BONES -骨は語る- (2006-2017) テレビシリーズ
- オクトーバー・ファクション October Faction (2020) テレビシリーズ